# Gianfranco Labarthe
Gianfranco Labarthe (Lima, 20 de septiembre de 1984) es un exfutbolista peruano. Jugaba de delantero centro, Tiene 40 años y es hijo del exfutbolista Ernesto Labarthe.

## Trayectoria
Formado en la Academia Cantolao, Labarthe, quien posee pasaporte comunitario, defendió al Sport Boys club donde debutó, al Huddersfield Town, al Derby County y a Coronel Bolognesi de Jorge Sampaoli, con el cual consiguió clasificar a la Copa Sudamericana 2006. En 2006 llegó al Sport Boys, equipo con el que se salvó del descenso en un partido definitorio contra el José Gálvez, que terminó en penales. Labarthe anotó el quinto gol de los chalacos.

### Universitario
En 2008 llegó al Club Universitario de Deportes y se coronó campeón del Torneo Apertura 2008 y el Campeonato Descentralizado 2009. En este último año fue el goleador de su club. Disputó la Copa Libertadores 2009 y la Copa Libertadores 2010, y anotó goles a San Luis de Potosí y Lanús, respectivamente. A finales de 2010 logró clasificar a la Copa Sudamericana 2011.
A inicios del 2012 fue a préstamo por medio año Apollon Limassol de Chipre.
Para la temporada 2017 regresó a Sport Boys para jugar la Segunda División del Perú, donde fue campeón de la temporada 2017, y ascendió a la Primera División del Perú.

## Selección nacional
Ha sido internacional con la selección de fútbol del Perú en las categorías sub-17 y sub-20.

## Clubes
| Club                             | País       | Año         | Partidos | Goles |
| -------------------------------- | ---------- | ----------- | -------- | ----- |
| Sport Boys                       | Perú       | 2002        | 2        | 0     |
| Huddersfield Town                | Inglaterra | 2002 - 2003 | 3        | 0     |
| Derby County                     | Inglaterra | 2003 - 2004 | 5        | 1     |
| Coronel Bolognesi                | Perú       | 2005        | 16       | 2     |
| Sport Boys                       | Perú       | 2006 - 2007 | 52       | 5     |
| Universitario                    | Perú       | 2008 - 2010 | 97       | 24    |
| Universidad San Martín de Porres | Perú       | 2011        | 24       | 2     |
| Apollon Limassol                 | Chipre     | 2012        | 6        | 0     |
| Universidad San Martín de Porres | Perú       | 2012        | 10       | 2     |
| Universidad Técnica de Cajamarca | Perú       | 2013 - 2014 | 80       | 16    |
| Deportivo Municipal              | Perú       | 2015        | 25       | 4     |
| Real Garcilaso                   | Perú       | 2016        | 15       | 1     |
| Sport Huancayo                   | Perú       | 2016        | 6        | 0     |
| Sport Boys                       | Perú       | 2017        | 24       | 2     |
| Academia Cantolao                | Perú       | 2018 - 2019 | 37       | 8     |
| Deportivo Coopsol                | Perú       | 2020        | 7        | 1     |

## Palmarés

### Campeonatos nacionales
| Título                    | Club          | País | Año  |
| ------------------------- | ------------- | ---- | ---- |
| Torneo Apertura           | Universitario | Perú | 2008 |
| Primera División del Perú | Universitario | Perú | 2009 |
| Segunda División del Perú | Sport Boys    | Perú | 2017 |